# Coprinus niveus
Coprinus niveus (Pers.) Fr., Epicrisis Systematis Mycologici (Upsaliae): 247 (1838).

## Descrizione della specie
Cappello
1,5-4,5 x 2–3 cm, prima cilindrico-ovoidale, poi conico-campanulato, infine appianato.
cuticolafioccosa e pruinosa negli esemplari giovani, di colore bianco-grigiastro
marginerevoluto, striato, frangiato.
Lamelle
Larghe, adnate, bianche negli esemplari giovani, poi grigie e infine nere, deliquescenti, con il filo bianco e fioccoso
Gambo
6–9 cm, cilindrico, cavo, attenuato all'apice, ingrossato alla base, fioccoso, di color bianco.
Carne
Sottile, fragile, membranacea, bianco-grigiastra.
- Odore: nullo.
- Sapore: dolce.

Microscopia
Sporeda ellissoidali a amigdaliformi, con poro germinativo, 14-18x 9,8-13,8 µm, nere in massa.
Basidiclavati, tetrasporici, con pochi giunti a fibbia, 23,5-44 x 12-17 µm.
Cheilocistidiovoidali, sub-cilindrici, 28,5-83 x 25-57 µm.
Pleurocistidiovoidali, sub-cilindrici, 62-120 x 30,5-52,5 µm.

## Commestibilità
Senza valore per via dell'esiguità della carne, anche se probabilmente innocuo.

## Habitat
Specie fimicola, cresce in prati e pascoli alpini su escrementi animali.

## Sinonimi e binomi obsoleti
- Coprinopsis nivea (Pers.) Redhead, Vilgalys & Moncalvo, in Redhead, Vilgalys, Moncalvo, Johnson & Hopple (2001)
- Agaricus niveus Pers., Synopsis Methodica Fungorum (Göttingen): 400 (1801)
- Coprinus latisporus P.D. Orton, Notes R. bot. Gdn Edinb. 32: 140 (1972)